# Johan Langer
Per Johan Langer, född 25 december 1948 i Johannes församling i Stockholm, är en svensk låtskrivare, musikförläggare och PR-konsult.

## Biografi
Johan Langer läste teaterkunskap på Stockholms universitet och gjorde därefter en karriär inom musikbranschen. 1971 började han på Polar Music AB och 1974 på April Music AB som tillhörde CBS Records. 1977 blev han ansvarig för CBS Records svenska skivproduktion med bland andra Magnus Uggla, Mikael Rickfors, Factory, Eva Dahlgren, Janne Schaffer, Strix Q och Eddie Meduza & Roaring Cadillacs. 1980 startade Johan Langer sin egen skivetikett "Mylabel". 1983 flyttade Langer med sina artister till Europafilm Records som 1984 köptes upp av Scandinavian Songs AB. 1986 blev Johan Langer VD för musikförlaget Chapell & Intersong AB. 1990 började Johan Langer som PR- & informationschef på Posten Frimärken och 1992 började han som PR-konsult på Andréasson Public Relation för att sedan från 1999 arbeta som egen företagare som PR-konsult och föreläsare i retorik.
Tillsammans med producenten Jan Askelind skrev Johan Langer låten Harlequin som var med i Melodifestivalen 1978 med gruppen Harlequin. Året innan hade Langer  och  Askelind gjort ett tidigare försök att delta i Melodifestivalen med låten "En Vagabond" som inte kom med men som spelades in med Wizex (Kicki Danielsson). Langer deltog som textförfattare i Melodifestivalen 1979 med Magnus Ugglas Johnny Rocker. Han initierade och projektledde 1984 ett TV-underhållningprogram, Stjärnsmällar, med Peter Ahlm som programledare. Han skrev 1989 boken Musikbranschen från dröm till verklighet som han gav ut på eget förlag tillsammans med en studiehandledning för att sedan under några år hålla kurser åt studieförbund. 1994 startade han tillsammans med Bobby Ljunggren och Janne Nilsson "Funbase" som var en av Sveriges första webbplatser för musik, spel och filmintresserade. Webbplatsen lades ner efter två år.
Johan Langer är son till Bibi och Pekka Langer.

## Verk
Låttexter;
- En Vagabond, Wizex Kikki Danielsson 9:a på Svensktoppen 1977
- Harlequin Harlequin, Melodifestivalen 7:e plats 1978
- Johnny the Rocker, Magnus Uggla Melodifestivalen 10:e plats 4:a på singellistan 1979
- Keep On Joggin', Göran Rydh 2:a plats singellistan 1979
- Som en båt på öppet hav (Både text och musik), Jill Johnson 1998

Böcker: 
- Musikbranschen Från dröm till verklighet 1988